# Long Interspersed Nuclear Element
Unter LINEs (Abk. für engl. long interspersed nuclear elements) versteht man typischerweise 6 bis 8 kbp lange, häufig wiederholte und relativ frei verteilte DNA-Sequenzen im Genom. LINEs gehören zu den transponiblen Elementen, die eine Ribonukleinsäure (RNA) als Zwischenstufe benutzen (Retroelement) und keinen long terminal repeat besitzen, sondern sich durch Retrotransposition (siehe Retroposon, wobei diese nicht zu den Non-LTR-Retrotransposons zählen) vermehren. Sie besitzen Gene für zwei Proteine: eines zur Bindung und zum Transport von RNA und eines mit Aktivität für eine Reverse Transkriptase und für eine Endonuklease.
LINEs finden sich vor allem in AT-reichen Regionen im Heterochromatin, bzw. in den G-Banden auf mittels Giemsa-Färbung behandelten Chromosomen, siehe auch Lebenszyklus. Beim Menschen machen LINEs etwas über 20 % des Gesamtgenoms aus, die häufigsten Elemente sind LINE-1 (ca. 17 %), weitere Elemente sind LINE-2 und LINE-3.
Die Mehrzahl der humanen LINE-1-Elemente sind inaktiv, aber etwa 100 LINEs besitzen mobiles Potential und diese können bei Integration in das Genom neue Mutationen induzieren.

## Lebenszyklus des LINE-1
Das L1 besitzt Gene für zwei Proteine: eines, das RNA bindet (p40) und eines, das sowohl Aktivität für eine Reverse Transkriptase als auch eine Endonuklease besitzt (p150). Das Besondere ist, dass der Promotor für die Transkription im 5'-UTR des LINEs, also „im Inneren“ liegt.
Der interne Promoter veranlasst die Transkription durch die RNA-Polymerase II von sich selbst und den beiden Proteinen. Nach der Translation lagern sich die von der mRNA codierten Proteine an die mRNA. Die Endonuklease schneidet in einer Zielsequenz in der DNA (häufig ein oligo(dT)) und erzeugt somit ein freies 3'-OH, das wiederum als Primer für die Reverse Transkription dient. An dieses oligo(T) lagert sich der oligo(A)-Schwanz (Funktion des Poly(A)-Schwanzes) an, womit die LINE-mRNA als Matrize dienen kann. Oftmals wandert die Reverse Transkriptase nicht ans 5'-Ende der LINE-Matrize, sondern bricht früher ab, weswegen nur ein kleiner Teil der L1 im Genom noch zum Springen fähig ist.
Wie die Integration und die Synthese des Zweitstranges erfolgt, ist bisher noch ungeklärt.